# Großherzogliche Oberförsterei Hasbruch
Die Großherzogliche Oberförsterei Hasbruch, auch Altes Forstamt Hasbruch bzw. Alte Oberförsterei genannt, in Hude im Hasbruch, Am Forsthaus 5, wurde am Ende des 19. Jahrhunderts gebaut.
Das Gebäude wird heute (2022) als Wohnhaus genutzt.
Das Gebäude steht unter Denkmalschutz (siehe auch Liste der Baudenkmale in Hude (Oldenburg)).

## Geschichte
Der Hasbruch ist ein 627 Hektar großer naturgeschützter Eichen-Hainbuchenwald, der 1258 erstmals erwähnt wurde. Dem reitenden Förster Ch. H. Erdmann ist es als Leiter des Forstdistricts Delmenhorst (1830–1862) u. a. zu verdanken, dass der alte Eichenbestand erhalten blieb; so auch die über  600 Jahre alte Erdmann-Eiche.
Das eingeschossige Gebäude der Oberförsterei Hasbruch mit Satteldach und Gauben wurde 1885 gebaut, der Wohnteil als Putzbau und der etwas breitere Wirtschaftsteil in Backstein. Am Wohnteil steht mittig ein späterer Wintergartenanbau. Die Fenster im EG haben Segmentbögen und die drei im Giebel haben Rundbögen. Am Wohnteil teilt ein Gesims den Giebel. Horizontale Bänderungen gliedern das EG zwischen den Fensterrahmungen. Im Wirtschaftsgiebel befindet sich ein großer Fensteroculus (Ochsenauge). Das Gebäude wurde zum Wohnhaus umgebaut.
In der Nähe (Am Forsthaus 4) steht die Revierförsterei Hasbruch der Niedersächsischen Landesforsten.
Das Niedersächsische Landesamt für Denkmalpflege befand: „… Landesgeschichtliche Bedeutung … als beispielhaftes Forsthaus …“